# Feliks Dziewicki
Feliks Adam Dziewicki (ur. 30 maja 1882 w Mirczu, zm. po 1947) – pułkownik kawalerii Wojska Polskiego, działacz niepodległościowy, kawaler Orderu Virtuti Militari

## Życiorys
Urodził się 30 maja 1882 w Mirczu, w ówczesnym powiecie hrubieszowskim, w rodzinie Henryka, administratora majątków i Bronisławy z Iwanowskich. W 1902 ukończył naukę w gimnazjum w Żytomierzu i wstąpił do Elizawetgradziej Szkoły Kawalerii. 9 sierpnia 1904, po ukończeniu szkoły, został mianowany kornetem ze starszeństwem z 10 sierpnia 1903 i wcielony do 3 sumskiego pułku dragonów. 18 lutego 1905 został przeniesiony do 31 ryskiego pułku dragonów w Krzemieńcu, który 6 grudnia 1907 został przemianowany na 11 ryski pułk dragonów. 1 września 1907 został awansowany na porucznika ze starszeństwem z 10 sierpnia 1907, a 10 września 1911 na sztabsrotmistrza ze starszeństwem z 10 sierpnia 1911. 8 stycznia 1913, po śmierci ojca, wystąpił z armii rosyjskiej i podjął pracę w Bereźcach jako rolnik.
Po wybuchu I wojny światowej został zmobilizowany do 24 batalionu taborów. 6 lutego 1915 złożył prośbę o przeniesienie do Legionu Puławskiego. Starania o przeniesienie zostały uskutecznione dopiero 19 listopada 1915, kiedy to objął dowództwo 1 szwadronu dywizjonu ułanów polskich. Po rozwinięciu dywizjonu w 1 pułk ułanów nadal dowodził 1 szwadronem. Wziął udział we wszystkich walkach dywizjonu i pułku, między innymi w bitwie pod Stanisławowem i bitwie pod Krechowcami. 30 marca 1917 został awansowany na rotmistrza ze starszeństwem z 20 lutego 1917. Po kapitulacji I Korpusu Polskiego w Rosji przyjechał do Warszawy, gdzie stanął na czele konspiracyjnego związku pułkowego.
4 listopada 1918 został mianowany pułkownikiem i rozpoczął organizację 1 pułku ułanów. W grudniu 1918 wyruszył z pułkiem na odsiecz Lwowa. 6 lutego 1919 został formalnie przyjęty do Wojska Polskiego z byłego I Korpusu Polskiego w Rosji i byłej armii rosyjskiej z zatwierdzeniem posiadanego stopnia pułkownika jako warunkowego, ze starszeństwem które miało być określone później i przydzielony z dniem 4 listopada 1918 do 1 pułku ułanów. Od maja 1919 na czele pułku walczył z Ukraińcami na froncie wołyńskim. Od sierpnia do października 1919 dowodzony przez niego oddział walczył przeciwko bolszewikom, a następnie został przetransportowany do Ciechocinka. W styczniu i lutym 1920 uczestniczył w akcji obejmowania Pomorza. W kwietniu 1920 wrócił z pułkiem na front wołyński i wziął udział w zagonie na Koziatyn.
Wyróżnił się 29 maja 1920 w bitwie pod Wołodarką. 29 października 1920 były dowódca Dywizji Jazdy, generał porucznik Aleksander Karnicki sporządził „wniosek na odznaczenie orderem «Virtuti Militari»”, w którym podkreślił energiczne i umiejętne dowodzenie oddziałem przez pułkownika Dziewickiego. 11 czerwca 1920 został zatwierdzony z dniem 1 kwietnia 1920 w stopniu podpułkownika, w kawalerii, w grupie oficerów byłych Korpusów Wschodnich i byłej armii rosyjskiej. 21 czerwca 1920 minister spraw wojskowych zezwolił mu „korzystać tytularnie ze stopnia pułkownika”. 7 sierpnia 1920 wyjechał z pułku przekazując dowództwo rotmistrzowi Kazimierzowi Zakrzewskiemu.
1 września 1920 objął dowództwo 3 Brygady Jazdy. 1 września 1921 został zatwierdzony na stanowisku dowódcy II Brygady Jazdy w Równem. 3 maja 1922 został zweryfikowany w stopniu pułkownika ze starszeństwem od 1 czerwca 1919 i 19. lokatą w korpusie oficerów jazdy (od 1924 – kawalerii). 1 czerwca 1924 dowodzona przez niego wielka jednostka została przemianowana na 2 Samodzielną Brygadę Kawalerii. Pełniąc funkcję dowódcy brygady pozostawał oficerem nadetatowym 1 pułku ułanów. 13 października 1926 prezydent RP zwolnił go ze stanowiska dowódcy 2 SBK i mianował inspektorem formacji konnych KOP. Z dniem 31 sierpnia 1929 został przeniesiony w stan spoczynku. W 1934, jako oficer stanu spoczynku pozostawał w ewidencji Powiatowej Komendy Uzupełnień Dubno. Posiadał przydział do Oficerskiej Kadry Okręgowej Nr II. Był wówczas „przewidziany do użycia w czasie wojny”. W ramach osadnictwa wojskowego otrzymał działkę we wsi Smyga, na której w 1927 założył stawy rybne.
8 marca 1940 został deportowany do miejscowości Ust Zaruba w obwodzie archangielskim. 12 września 1941, po zwolnieniu, przybył do Buzułuku. Po ewakuacji z ZSRR na Bliski Wschód wspierał odbudowę 1 pułku ułanów. Po 1947 działał aktywnie w Kole Ułanów Krechowieckich. Zmarł na emigracji.
Był żonaty z Wiktorią (ur. 1882), z którą miał córkę Zofię (ur. 1910) i syna Władysława Henryka (1914–1919), podpułkownik kawalerii Polskich Sił Zbrojnych, kawalera Orderu Virtuti Militari. Żona z córką zostały 8 marca 1940 deportowane do miejscowości Jagwiel, w obwodzie archangielskim, a 12 września 1941 przybyły do Buzułuku.

## Ordery i odznaczenia
- Krzyż Srebrny Orderu Wojskowego Virtuti Militari nr 4331[1][44][45][46]
- Krzyż Niepodległości – 16 marca 1933 „za pracę w dziele odzyskania niepodległości”[47]
- Krzyż Walecznych dwukrotnie[6][48][49] (po raz pierwszy w zamian za amarantową wstążkę[50][51])
- Złoty Krzyż Zasługi[6]
- Medal Pamiątkowy za Wojnę 1918–1921[6]
- Medal Dziesięciolecia Odzyskanej Niepodległości[6]
- Odznaka pamiątkowa Legionu Puławskiego[1]
- Odznaka pamiątkowa I Korpusu Polskiego w Rosji[1]
- Krzyż Kawalerski francuskiego Orderu Legii Honorowej[6][37]
- Medal Zwycięstwa[6]

rosyjskie
- Krzyż Świętego Jerzego z palmą – 1917[52]
- Order Świętej Anny 2 stopnia – 7 marca 1916[3]
- Order Świętego Stanisława 2 stopnia – 22 maja 1915[3]
- Order Świętej Anny 3 stopnia – 8 sierpnia 1915[3]
- Order Świętego Stanisława 3 stopnia – 10 maja 1912[3]
- Złota Broń Świętego Jerzego „Za Odwagę” – 2 września 1917[3][52]